# Ай-ван
Ай-ван (кит. трад.: 哀王; піньїнь: Āi) — 17-й ван Східної Чжоу, син і спадкоємець Чженьдін-вана. Термін його правління є найкоротшим в історії держави Чжоу — був убитий своїм молодшим братом за три місяці після сходження на престол.